# とにかく明るい安村
とにかく明るい安村（とにかくあかるいやすむら、本名および旧芸名：安村 昇剛〈やすむら しょうごう〉、1982年〈昭和57年〉3月15日 - ）は、日本のお笑いタレント。吉本興業所属。NSC東京校6期生。北海道旭川市出身。
イギリスのオーディション番組『ブリテンズ・ゴット・タレント』で日本人初の決勝進出者。英語圏では主にTonikakuまたはTONYという名称で紹介されている。2000年から2014年まで、お笑いコンビ「アームストロング」のメンバーとして活動。「世界のトニー」という異名を持つ。

## 来歴

### 北海道時代
- 北海道旭川市にて三人兄弟の末弟[4]として誕生。生家は電器店[5]。人見知りで落ち着きのない性格だが、自転車で競走して腕を骨折したりといったヤンチャな面や、父がホームビデオを撮る時に大きなカメラを向けられれば戯けるような一面もあった[5]。2人の兄や近所の男児らなど、歳上ばかりと遊び、彼らが学校に行っている間は降る雪を眺めたり忍者ごっこをしたり1人遊びをしていた[5]。旭川市立忠和小学校、旭川市立忠和中学校、旭川実業高等学校を卒業[6][7]。
- 幼少の頃に両親が離婚。母親が出ていったため父子家庭となる。2023年11月3日放送の「マツコ&有吉 かりそめ天国」の旭川ロケの最中に父親がサプライズで登場したが、それが7年ぶりの再会であった。中学卒業以来、4回しか会っていないとのこと。
- テレビでは『加トちゃんケンちゃんごきげんテレビ』や『ダウンタウンのごっつええ感じ』『とぶくすり』、とんねるずやウッチャンナンチャンの出演する番組を見ており、高校時代に観た同じ北海道出身の大泉洋の出演する『水曜どうでしょう』の影響を特に受けた[8]。
- 中学生の時に幼稚園時代からの幼馴染みに誘われて、文化祭の出し物としてネタを披露。その流れでお笑いの道に進むことを決め[9]、高校卒業後は就職しないつもりでいたとのこと[7]。

### コンビ時代
- 2000年に幼馴染である栗山直人とお笑いコンビ『アームストロング』を結成[10]、2014年4月に解散する[11]。それ以降は、芸名を本名からとにかく明るい安村に改名してピンで活動。この芸名については「成功でも失敗でも、どちらに転んでも笑いになる名前」という意味で付けた[12]。
  - アームストロングを解散して間もない頃、一時は限界を感じて芸能界引退及び北海道に帰ろうと思ったことがあった。しかし妻から「また芸人続けたそうな顔してたから」「ピンでやりなよ[13]」と説得されて、引退は思い留まった[12]。
  - 「相方が集合時間に来ないなどでいちいちイラつくのが嫌だから、コンビはもう組まない」と語る[7]。だが解散した理由については『しゃべくり007』などによれば実際は「意思疎通がうまくいかなくなった」「仲が悪くなったから」だと寂しげに語っていた。相方は継続を希望するも自身は単独での活動を希望するようにもなり、解散後は顔を合わさないどころか連絡すらしなくなったというが[14]、コンビ時代の過去を隠そうとはしていない。
- 2012年2月12日、単独ライブ「おっぱいストロング」にて結婚を発表した。

### ピン時代
- 2014年7月、一般社団法人全国丼連盟の会長に就任[15]。
- 2015年
  - 第13回『R-1ぐらんぷり』に出場し、決勝戦進出。
  - ユーキャン新語・流行語大賞において、ネタの決め台詞「安心してください、はいてますよ」がトップ10に選ばれ受賞[16]。
  - 故郷である旭川市観光大使に任命される[17][18]。
  - 4月7日に特番第1回が放送された『有吉の壁』に初回から毎回出演しており、2020年4月8日のレギュラー番組化以降も継続して出演している。同じく有吉弘行がMCを務める『マツコ&有吉 かりそめ天国』では、同番組を視聴したマツコ・デラックスが安村にハマっていることを明かし絶賛している[19]。ただし2017年12月29日の特番第9回のみ、特にスケジュール上の関係でもなくなぜか出演オファーされなかったという[20]。
- 2016年
  - 「ベストフンドシストアワード2015」大賞を受賞[21]。
  - 「週刊文春」4月7日号で不倫現場を報道される。その影響で仕事が減り、「忙しかった頃より給与の振り込み時期が遅くなった」「どうにか今は劇場の仕事で食い繋いでいる」などと話している。同じく裸芸を行うアキラ100%は「あの報道以降、安村さんの裸には、"生々しさ"が滲み出てしまったかもしれません」と評している[22]。
- 2019年
  - 北海道の民放5局（HBC・STV・HTB・UHB・TVh）とNHK札幌放送局による共同キャンペーン『One Hokkaido Project』のキャンペーンソングに参加[23]。
- 2023年
  - イギリスの民放テレビ局ITVのオーディション番組『ブリテンズ・ゴット・タレント』第16シリーズに「TONIKAKU」の名で出演した。審査員達からは「トニー」と呼ばれていた。4月22日に放映された1回戦では、水着ひとつで全裸に見えるようなポーズをとる定番ネタで、サッカー選手、競馬騎手、ジェームズ・ボンド、スパイス・ガールズのポーズを披露した[24][2]。観客からスタンディングオベーションを受け、審査員全員から合格の判定を得た[2][25]。現地時間の翌日からは、同番組のYouTubeチャンネルで世界に配信された[24][26]。6月2日に生放送された準決勝最終日では敗れた[注釈 1]ものの、ワイルドカード（敗者復活）により決勝進出を果たした。6月4日に生放送された決勝では視聴者投票の結果11組中11位（2.9%）に終わったが[27]、本人は「夢みたい」とインスタグラムで綴っている[28]。また、パフォーマンス中にQueenの楽曲を使用したことを受けて、Queenの公式Twitterにて取り上げられた。[29]
  - 6月22日、自身のTwitterとInstagramで、駐日英国大使館によるチャールズ3世の誕生と戴冠を祝賀する会に招待されたことを明らかにした[30]。祝賀会ではガウン姿で駐日英国大使のジュリア・ロングボトムと握手を交わしたほか、パンツ一丁となり「全裸に見えるポーズ」を披露した[30]。
  - 8月8日、同日に発売された雑誌『ニューズウィーク日本版』の2023年8/15・22合併号で同誌が毎年発表する企画『世界が尊敬する日本人100』に選出された[31]。
  - 8月15日、世界進出に向けたYouTubeチャンネル「とにかく明るい安村の「TONIKAKU WORLD Channel」- とにかくワールドチャンネル」を開設。同時期にtiktok 「TONIKAKU WORLD CHANNEL」 を開設。海外での活動の様子や海外に特化した全裸ポーズネタ、ダンス全裸ポーズを発信している。
  - 10月2日、ロンドンにて開催された「ジャパン祭り」にてゲスト出演した。日本のテレビ局からの取材を受けて「まさかこのトラファルガー広場でネタをやることになるとは思いもしなかったんで、何があるかわかんないなと思いますね」と語った。[32]
  - フランス版の『ゴット・タレント』にあたる『ラ・フランス・ア・アン・アンクロワイヤブル・タロン（フランス語版）』第18シリーズにも「TONIKAKU」の名で出演。10月24日放送の予選では4人中3人の合格判定を得て準々決勝進出を果たし、フランスメディアからも高く評価を受けた[33]。12月12日放送の準々決勝で敗退した[34]。
  - 10月30日、「MC TONY」として、自身初となる楽曲「PANTS」をリリースする。楽曲のプロデュースは、日本でUKドリルやグライムにいち早く着目し、近年Ralphや様々なアーティストの楽曲を手掛け注目を集める「Double Clapperz」が担当したほか。総合演出・振付はAmerica's Got TalentやNBA公式戦でも出演歴があるアーティストのmicこと満永隆哉が担当、映像は数々のアーティストのMVを手がけるBUDDHA INC.が制作を行った。
  - 12月1日に2023ユーキャン新語・流行語大賞にて選考委員特別賞を、2015年に受賞した際の「安心してください、穿いてますよ。」の英語版である「I’m wearing pants！」で受賞した。流行語大賞には一度受賞すると売れなくなるというジンクスがあったが、そのジンクスを見事打ち払ってくれたとして選考委員特別賞を受賞することとなった[35]。12月5日にYahoo!検索大賞2023 お笑い芸人部門を受賞した[36]。
- 2024年
  - 7月2日、アメリカズ・ゴット・タレント第19シーズンに出演し[37]、準々決勝に進出した[38]。9月4日の準々決勝では敗退した[39]。

## 人物
- 身長177cm、体重90kg。血液型B型。左利き[40]。
- 小学生の時には野球部に所属し、エース投手[注釈 2][41]。旭川実業高校の野球部では、甲子園の出場経験（1999年夏[42]）もあり、背番号13の一塁手[43]でベンチだったが伝令として活躍[7][44]。
  - 『アメトーーク!』「高校野球大大大大好き栄冠は君に輝くSP」（2015年7月18日放送分）にて、「伝令として3回ぐらいグラウンドに出ました」という“甲子園出場記録”だったと話していたが、この時監督から「安村、行ってこい」と指示されたものの、これは時間を置くのが目的で何を伝えるかは言われておらず、安村は「だから、『きょう、夜メシ何だろうなあ、ハンバーグらしいぞ』とか」と関係ない話をしていたという伝令の内容だったことを告白。当時の映像も公開された[45][46]。
  - 藤原一裕（ライセンス）の草野球チーム「のりのりのりをーズ」の練習に2回参加したことがあるが、最終的には所属しなかった[43]。故郷が本拠地の北海道日本ハムファイターズファン。
  - 2016年6月10日、札幌ドームで行われた北海道日本ハムファイターズの試合（対阪神タイガース）前、日本ハムのユニフォームを着用して始球式に登場。阪神ファンであるブラックマヨネーズの吉田敬相手に1打席対決を行い、チェンジアップを投げて見事ピッチャーゴロで打ち取った[47]。
- アイドル好きで知られており、そのきっかけは熊井友理奈（Berryz工房）を当時交際中だった現在の妻である女性と共に、応援し始めたことによる[48]。
- AKB48のファンで、仁藤萌乃推しだった[49]。その他はTokyo Cheer2 Party等にも興味がある。2016年7月のインタビューでは9nineをイチオシに挙げている[43]。
- 高校時代のハードな野球生活から抜け、上京してかなり体重が増えた事により、以前の宣材写真とはかなり異なっている。そのため、ウォーキングやSMダイエット（食べ過ぎたり怠けるとブログのコメントでファンに怒られるとのこと）などに挑戦している。
- YouTubeにおいて、動画投稿にハマっている[4]。
- 裸芸が多いが本当は寒がりで、冬の時には普段厚着をしている[50]。しかし後のインタビューでは極度な寒がりでもないと訂正している[43]。
- 日本テレビアナウンサーの安村直樹とは、名字や体型などから関係性を噂されることもあるが血縁関係のない赤の他人である。しかしこれをネタとして『シューイチ』では安村アナウンサーが欠席の際、代役として出演したことがある[51]。また、岸学（どきどきキャンプ）とも容姿が似ておりお互いがお互いに人違いされることが多々ある[43]。
- 『ゴット・タレント』での世界的ブレイクを契機として、海外のオーディション番組への出演を優先していることから、基本的に日本のバラエティ番組には出演していないが、『有吉の壁』については「（この番組で）ずいぶん、お笑い力が鍛えられた」として、出来るだけスケジュール調整をした上で出演している[52]。
- BGTの決勝進出は英国で賛否両論となった[53][54]。
- フランスゴッドタレントの審査員の1人から自身の全裸に見えて実はパンツを着ているポーズをとるネタについて酷評され、これに対し「イエス！」と答えた[55]。

## 芸風

### パンツ一丁ネタの経緯

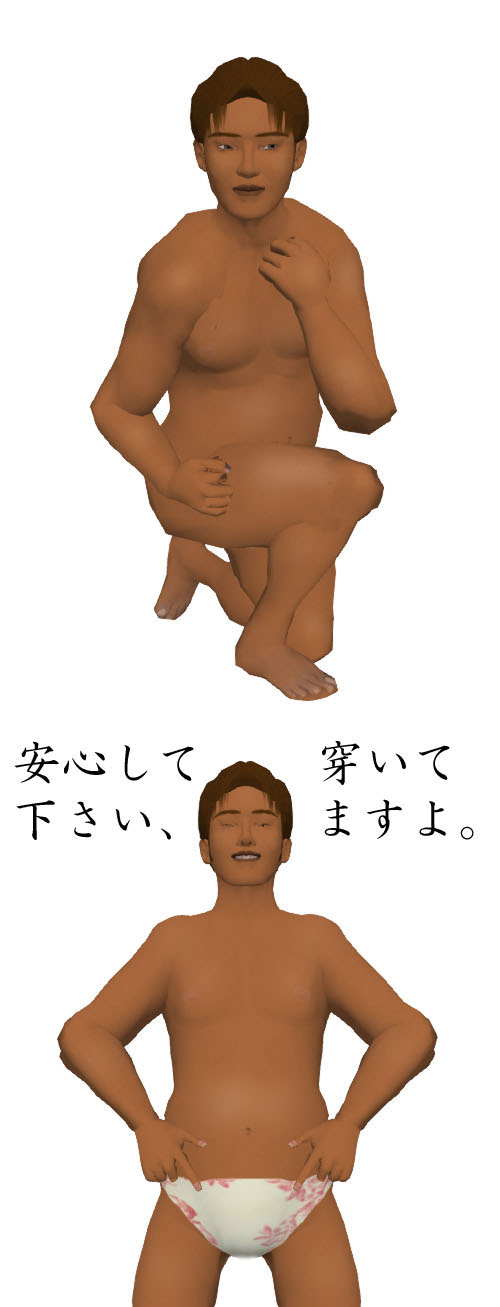
ポーズ例

ピンク色のパンツ一丁の姿で「全裸に見えるポーズ」を披露するネタを定番としている。何らかのシチュエーションを宣言した後、BGMに合わせて動きつつ「ヘイ!」の声が流れBGMが止まったところで動きを止め、そのシチュエーションでありがちなポーズを取るが、足や身体でちょうどパンツが隠れることでパンツを穿いていないように見えるようになっている。ブリッジに「安心してください、穿いてますよ」と言い、ネタの最後にダイジェストとして連発でポーズを取る。ネタのヒントとなったのは、渡辺麻友のファースト写真集『まゆゆ』の表紙である。
ピンでの活動を始めるにあたって、当初コンビ時代からやっていた高校球児ネタでやっていこうと思っていたところ、レイザーラモンRG（レイザーラモン）から「ネタは一つに絞らない方がいい」とのアドバイスを受けた。そこで、フリップネタや全国丼連盟の会長であることを活かした「どんぶり漫談」など様々な漫談などをやっていたが、後にパンツ一丁の“全裸に見える”ネタに行き着いた。しかしながらこの全裸ネタも最初はストリップ劇場の踊り子風のネタで本人曰く「エロ過ぎて逆にスベった」という反面、このネタで行ける自信はあったという。初めて「穿いてますよ」というフレーズが登場したのは、吉本興業のニコニコ動画の番組での太田博久（ジャングルポケット）とのやりとりにて、「安心してください」というフレーズに決まったのは『ダウンタウンのガキの使いやあらへんで!!』の『絶対に笑ってはいけない大脱獄24時』のネタ見せにおけるディレクターの「それが一番ムカつきますね」というアドバイスによって、徐々にネタとして洗練していった。
藤原一裕の結婚披露宴でパンツ一丁ネタを演じたところ、この披露宴に来ていた『バイキング』のスタッフの目に留まり同番組への出演から徐々にテレビなどでの出演が増えていった。使用しているのは女性用ビキニのパンツであり、福島善成（ガリットチュウ）の助言を受けて後ろ前に穿いている。なお、このパンツにシャツを着ただけで移動することも多い。
仕事が増えた後はそれまでの不規則生活から一転したなどのために5kgほど体重が減り、腹も引っ込んだためにネタをやったところでパンツが隠れ切れず、客に「パンツ見えてるぞ」と指摘されたこともあった。以後、体型には気を使っている。
また、レギュラー番組の『とにかく明るい安村と紗倉まなのとにかく丸裸!』などラジオ番組でも、ネタ同様にパンツ一枚で放送に臨んでいた。
2016年9月から10月にかけて、椎間板ヘルニアを患い2週間入院。これ以前にも『中居正広のミになる図書館』（テレビ朝日系）の番組内などで、この裸芸の危険性を指摘され（2015年中にもすでにぎっくり腰へ2回見舞われていた）。このおそれが現実になった。その後は腰に負担のかからないようなネタを優先するようになり、行司に扮して「行司風に言うと気持ちいい言葉」などのネタを演じている。
この他には、ピンポン玉を口から入れてお腹から出すという芸も行っている。
『有吉の壁』にレギュラー出演し、「一般人の壁」のエンディングでは毎回新キャラを用意して長谷川忍（シソンヌ）などを巻き込み一芸を披露することが多いものの、地上波ではオンエアされずHuluのみでオンエアされる。
『ブリテンズ・ゴッド・タレント』出演時は終始英語で語りを行い、決めセリフ「安心してください、履いてますよ」を「Don't worry. I'm wearing.」としており、審査員や観客から「Pants!」とレスポンスを受けるのが定番となった。英語の動詞「wear」は他動詞のため目的語を置かないと文法的に成立せず、デーブ・スペクターは「それでみんなおかしく思って、それで『pants!』って言ってあげたんですよ」と自然発生したコールアンドレスポンスによる盛り上がりの背景を解説した。『ラ・フランス・ア・アン・アンクロワイヤブル・タロン』においては、フランス語で「Pas de souci, j'ai mon slip!」としており、こちらは「j'ai mon slip!」（パンツを履いている）を観客がともにコールしている。

### パンツ一丁のネタ中のBGM
パンツ一丁の時のネタ中に流れるBGMは、そのために作ってもらったオリジナル曲「とにかく明るい安村全裸に見えるポーズソング」である。作曲したのは、『オロナミンC キモチスイッチCMバトル』で音楽を担当した時に、アームストロング時代の安村に出会って以来家族ぐるみの付き合いが続いている作曲家の藤井りょうはんで、安村からの依頼で制作されて思いついたのは5・6分だったが、完成するまでには最終的に3日間かかったとのこと。決めの音もシンバルなどの音が候補にあったが、それだと締まらないということから「ヘイ!」というかけ声に決まった。また、藤井はこのネタを作った当時は秋山竜次（ロバート）の顔パネル芸がヒットしており、このパクリと思われないようにBGMも秋山と異なる雰囲気のものにしたと語っている。

### ブレイク芸人選手権で生まれたキャラクター
安村がレギュラー出演している『有吉の壁』のコーナー「流行語大賞の壁を越えろ! ブレイク芸人選手権」にて、沢山のキャラクターを生み出している。なお、ここでは派生シリーズの「男版 THE W」「ブレイクアーティスト選手権」で誕生したキャラクターも含めて紹介する。
- 安村昇剛
- 安村&ハンガーラックペア
- 現代の代弁者 宮本
- 消臭拳の使い手 リー
- しきっ川晃司
- 歌舞伎キャッチャー
- パントマイマー・リチャード
- フリーダムまさ江
- リズミかる♪ひかる
- ビッグアニー
- ビート隊長
- サーマート・パチャラ・インジワット・ムアチャイ
- りゅうのすけ君
- LOVE PSYCHE TRAIN
- 市役所勤務の土方さん
- カーネーション梅津

## 受賞歴
- 2015年 第13回R-1ぐらんぷり 決勝進出
- 2015年 ユーキャン新語・流行語大賞 トップテン（安心して下さい、穿いてますよ。）
- 2023年 ブリテンズ・ゴット・タレント第16シリーズ 決勝11位[27]
- 2023年 ユーキャン新語・流行語大賞 審査員特別賞（I'm wearing pants!）
- 2023年 第10回Yahoo!検索大賞お笑い芸人部門

## 出演

### バラエティ

#### 現在の出演番組
レギュラー
- 有吉の壁（2015年4月7日 - 、日本テレビ） -  特番初回から第9回の特番を除きレギュラー出演中
- singing おしゃべり歌謡喫茶『うたフレ』（2023年7月8日 - 、BSよしもと） - MC
- 出張!Yagien Ballpark（2023年11月 - 、UHB）[70]
- JAPANをスーツケースにつめ込んで！～世界に日本を持ってった～（テレビ東京、2025年4月14日 - ） - ナレーション[71]

不定期出演
- 有吉ゼミ（2015年8月3日 - 、日本テレビ）
- ロンドンハーツ（2015年8月25日 - 、テレビ朝日）
- さんまのお笑い向上委員会（2015年8月22日 - 、フジテレビ）
- 秘密のケンミンSHOW（2016年4月16日 - 、読売テレビ）
- 所さんの学校では教えてくれないそこんトコロ!（2021年3月19日 - 、 テレビ東京） - VTR出演
- ラヴィット!（2023年5月2日 - 、TBSテレビ）
- 千鳥かまいたちゴールデンアワー（2025年4月23日 - 、日本テレビ）

#### 過去の出演番組
レギュラー
- バイキング（2014年10月6日 - 2017年1月31日、フジテレビ）※初出演以降、不定期に出演した[72]。
- 七人のコント侍第11期（2015年10月 - 12月、NHKBSプレミアム）
- Cheeky's a GoGo!（2022年3月 - 2023年6月、BSよしもと） - ハイキングウォーキングと共に金曜MC
- 今夜はナゾトレ（2025年1月7日 - 2025年3月11日 、フジテレビ）シーズンレギュラー

不定期出演
- ヒルナンデス!（2015年4月7日 - 2015年12月25日、日本テレビ）
- 水曜日のダウンタウン（2015年5月20日 - 2020年4月8日、TBS）
- ちょい足し（2021年6月12日 - 2022年3月、CBCテレビ）
- 千鳥のクセがスゴいネタGP（2020年10月8日 - 放送終了、フジテレビ）

特別番組
- 第66回NHK紅白歌合戦（2015年12月31日、NHK総合） - 伍代夏子、細川たかしのステージに出演、楽屋ロビー中継を担当。[73]
- 東京一人暮らし2020 〜安村・チョコプラが進化する渋谷でこだわりのあれこれ 大〜発見SP〜（2020年2月15日、新潟テレビ21・北陸朝日放送・福島放送・長野朝日放送・静岡朝日テレビ）
- とにかく明るい安村とパンサー尾形のやんばる登山（2023年8月6日、BS11）[74]
- 発見!タカトシランド（北海道文化放送）
  - 2024年1月26日 - 北大エリアでいいとこ探し!
  - 2024年2月2日 - 真冬の東区役所エリアSP!
- 情熱大陸 Vol.1310「とにかく明るい安村」（2024年7月21日、MBS・TBS系列局）[75]

海外番組
- Britain's Got Talent Series 16（2023年6月2日 - 4日）[76]
- La France a un incroyable talent saison 18（2023年10月24日-12月12日、M6）

### テレビドラマ
- 早子先生、結婚するって本当ですか?（2016年4月14日 - 6月16日、フジテレビ） - 木の下 役[77]
- 勇者ヨシヒコと導かれし七人 第5話（2016年11月14日、テレビ東京） - 兄様の後を追うヒサが変身したキャラ 役
- ケイジとケンジ〜所轄と地検の24時〜 #6（2020年2月20日、テレビ朝日） - 長田店長 役
- がんばれ!TEAM NACS episode5（2021年7月18日、WOWOW） - 本人 役[78]
- あいつが上手で下手が僕で 第3話（2021年10月20日、日本テレビ） - 本人 役[79]
- ほんとにあった怖い話 夏の特別編2023「うしろの正面」（2023年8月19日、フジテレビ） - 主演[80]
- ドクターY〜外科医・加地秀樹〜 第7弾（2024年11月30日、テレビ朝日） - 河嶋廣 役[81]

### ラジオ
- とにかく明るい安村と紗倉まなのとにかく丸裸!（2015年4月3日 - 2020年12月26日・文化放送）
- 芸人お試しラジオ「デドコロ」（2021年10月・11月/2022年10月・11月、火曜会）
- 武井壮・とにかく明るい安村 THE WORLD CLASS（2023年10月 - 、JFNC）
- ももいろクローバーZのSUZUKI ハッピー・クローバー!TOP10（2023年12月17日・TOKYO FM）  - コメント出演

### ライブ

#### 単独ライブ
- 2016年
  - 8月13日 - とにかく明るい安村初単独ライブツアー「TONIKAKU」（共済ホール/北海道）
  - 8月18日 - とにかく明るい安村初単独ライブツアー「TONIKAKU」（なんばグランド花月/大阪）
  - 8月25日 - とにかく明るい安村初単独ライブツアー「TONIKAKU」（ルミネtheよしもと/東京）

#### トークライブ
- 向井慧と細目とデブ（共演：向井慧（パンサー）、福田恵悟（LLR））

### イベント
- 2016年
  - 第57回旭川冬まつり - 2月6日、故郷の冬を代表するイベントのオープニングに出演[17]。旭川観光大使の就任式のため、旭川市長から委嘱状とたすきを手渡された。氷点下4度の中、終始普段通りのパンツ1枚で雪像のステージに上がった[82]。
  - 三上悠亜2nd写真集「Your Angel」発売記念東京イベント（新宿ロフトプラスワン、9月25日） - ゲストに木村卓寛（天津）と出演[83]。

### 劇場アニメ
- クレヨンしんちゃん 爆睡!ユメミーワールド大突撃（2016年） - 本人 役[84]

### 映画
- 有吉の壁 カベデミー賞 THE MOVIE「秋定麗子物語〜A pionner of all things〜」（2022年6月11日、ライブビューイングジャパン）[85]

### CM
- OTOKO TOWER（2015年） ※Web限定CM[86]
- クルーズ「エレメンタルストーリー」（2015年8月22日 - ）[87]
- CBCラジオ - ワイドFM「FM入りますよキャンペーン」キャラクター（2015年9月）
- リクルート「フロムエー・ナビ」パン田一郎・衣料品店 「衣料品店」篇（2016年1月18日 - ）[88]
- ダイハツ工業「軽ナンバーワンですよフェア」篇 2/6.7.13.14（2016年2月1日 - ）
- 保険物語 「花嫁の手紙」篇（2017年3月）
- 損害保険ジャパン「かけがえのない人生に、たしかな安心を。」篇（2022年10月20日 - ） - 神尾楓珠と共演[89]
- HOYA アイシティ「コンタクトのアイシティ 瞳の特別授業」篇（2024年2月21日 - ） - 永野芽郁と共演[90]
- ソフトバンク ソフトバンク光「とにかく速い男」篇、「I'm wearing」篇、「勝利」篇、「観客」篇（2023年11月 - ） - 上戸彩と共演
- SMBCコンシューマーファイナンス「プロミス」（2025年5月 - ）
- 日本マクドナルド チーズベーコンポテトパイ「ヤツがきた」篇（2025年7月）[91]

### MV
- AKB48「しあわせを分けなさい」（2016年） - 新郎の招待客 役[92]
- One Hokkaido Project「私たちの道」（2019年）[93]
- MC TONY「PANTS」（2023年） - MC TONYとして

### その他
- 夢みるアドレセンス「サマーヌード・アドレセンス」 - 初回通常盤ジャケット（2015年7月15日）[94]
- 東海テレビ「オトナの土ドラ」スタートダッシュ! PR隊長（広報、2016年） [95]
- 放送事故!?今夜、服を1枚も着ていない全裸の女の子が××します! 完全版（2015年、パラダイステレビ）他出演：椿かなり、春日野結衣、小嶋紗由美、可愛まゆ
- 株式会社明治「きのこの山・たけのこの里」2024年夏グローバルアンバサダー（2024年7月10日 - ）[96]
- 北海道選挙管理委員会「第27回参議院議員通常選挙」イメージキャラクター（2025年7月）[97][98][99]

## 作品

### 書籍
- 写真集「安心してください、はいてますよ。」（2015年11月30日、竹書房）[100]

### DVD
- 安心して下さい、穿いてますよ。（2015年6月24日、よしもとアール・アンド・シー）

### 音楽
MC TONY名義
- PANTS（2023年10月30日、デジタル配信） - 自身初となるシングル作品。MC TONY a.k.a Tonikaku Akarui Yasumura名義[40]
- PANTS（Another Track）（2023年11月13日） - 上記「PANTS」のインストバージョンとアカペラバージョンを収録

参加作品
- 私たちの道（デジタル配信：2019年2月20日、CDシングル：2019年3月6日、WESS RECORDS） - One Hokkaido Projectキャンペーン参加者のひとりとして[23]